# ملعب ويلدبارك
ستاد ويلدبارك (بالإنجليزية: Wildparkstadion)‏ هو ملعب كرة قدم يقع في مدينة كارلسروه ألمانيا، يتسع لـ 29,699 متفرج. و يعتبر الملعب الرئيسي لنادي كارلسروه الألماني ، افتتح الملعب في 7 أغسطس 1955. تم تجديده في 1978.